# Chvrches
A Chvrches (Nevük az angol "churches" latinizált írásmódja, általában csak nagy betűvel írva jelenik meg: CHVRCHES) egy brit elektronikus-indie trió Glasgowból. Három tagja: Lauren Mayberry (ének, szintetizátor), Iain Cook (szintetizátor, gitár, basszusgitár, ének) és Martin Doherty (szintetizátor, ének).

## Albumok
Az együttes 2011-ben alakult. Első számaik a szociális média segítségével terjedtek el és megalapozták a trió számára nemzetközi rajongótábort. 2013-ban megjelent a CHVRCHES első albuma The Bones of What You Believe címmel, mely meghozta a kritikai elismerést és a széleskörű ismertséget.
Második albumuk, az Every Open Eye 2015-ben került ki.
- The Bones of What You Believe (2013)
- Every Open Eye (2015)
- Love Is Dead (2018)
- Screen Violence (2021)

## Stílus
A CHVRCHES leginkább a nyolcvanas évek elektronikus zenéjére és a szintipopra épít. Kiemelhető például a Depeche Mode, az OMD és a Tubeway Army hatása. Ugyanakkor az együttes nagyban átalakította és napjainkhoz igazította a hangzásvilágát: fontos szerepet kapnak a zenei minták, a ritmus gyorsabb.
Kiemelkedőek a számok dalszövegei: igen kifejezőek, ugyanakkor nagyon közel állnak a köznyelvhez (többek között káromkodások tarkítják), emiatt személyesek. Líraiságuk kevésbé épít a rímekre.
A dalok túlnyomó részét Lauren énekli, azonban a trió férfi tagjaihoz is tartozik néhány dal.